# Кечах-Маутен
Кечах-Маутен (нім. Kötschach-Mauthen) — ярмаркова комуна (нім. Marktgemeinde) в Австрії, у федеральній землі Каринтія. 
Входить до складу округу Гермагор.  Населення становить 3539 чоловік (станом на 31 грудня 2005 року). Займає площу 154,48 км². 

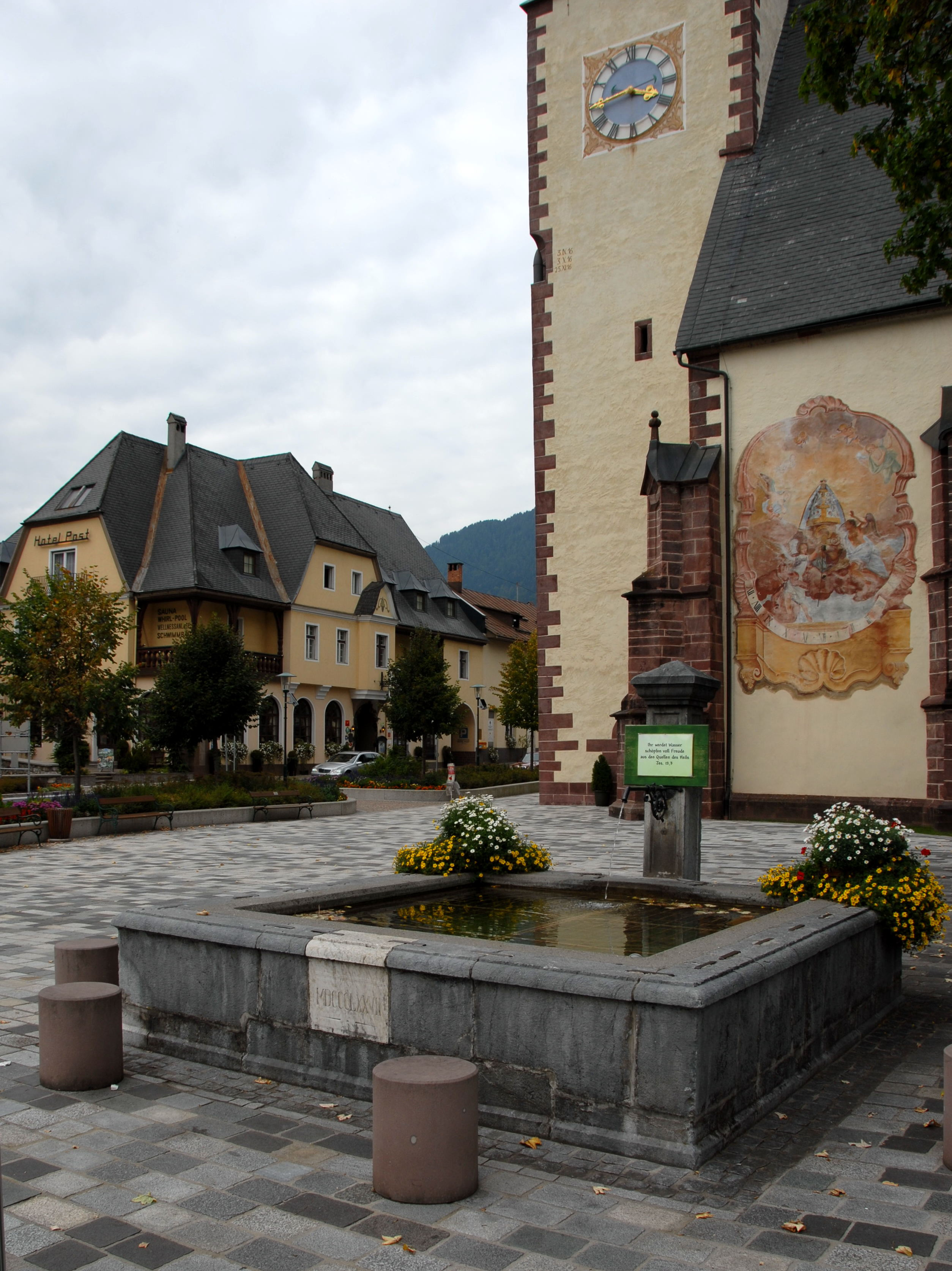
Джерело на головній площі Кечах

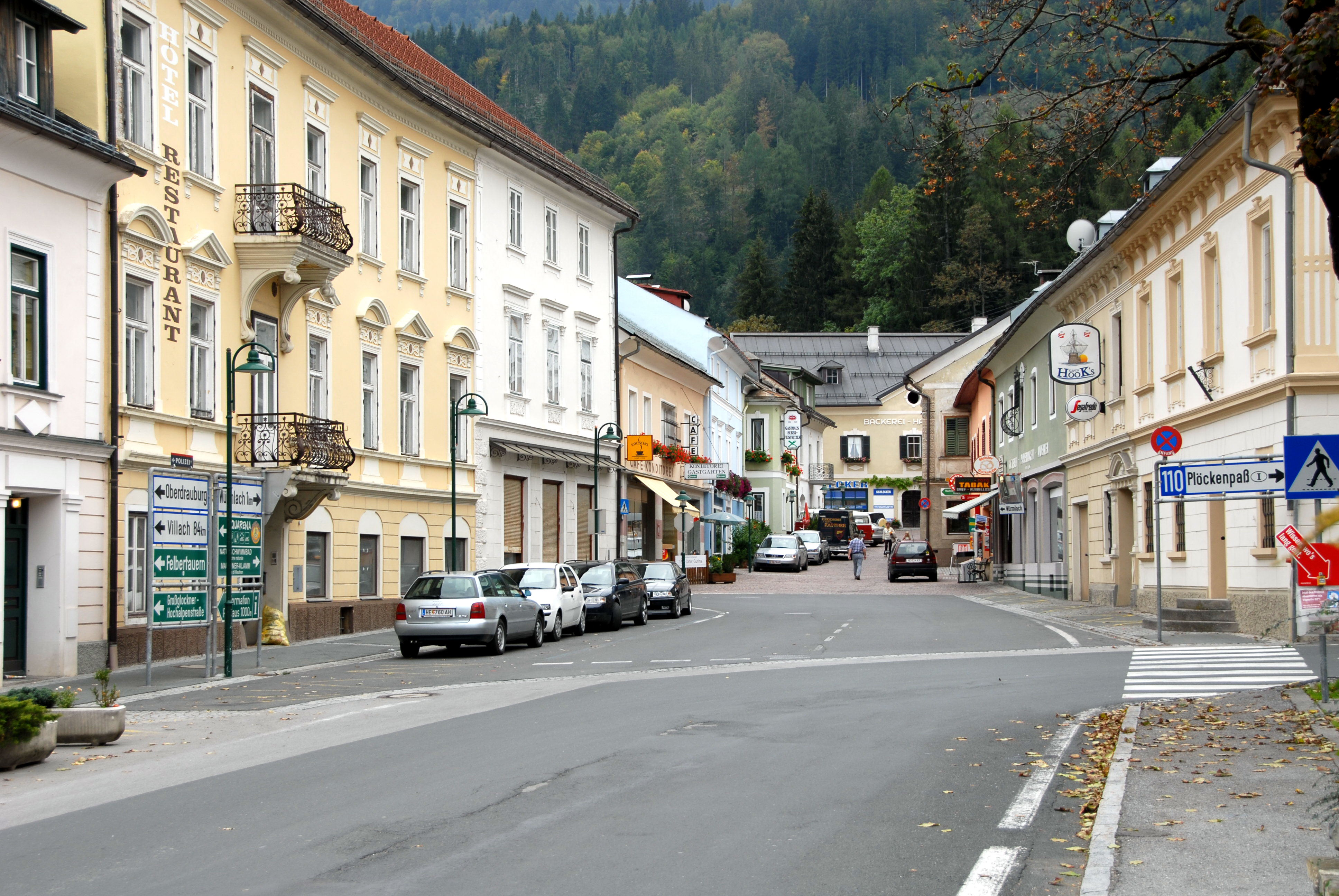
Головна вулиця Маутена

## Політична ситуація
Бургомістр комуни — Вальтер Гартліб (СДПА) за результатами виборів 2003 року.
Рада представниківкомуни (нім. Gemeinderat) складається з 23 місць.
- СДПА займає 12 місць.
- АНП займає 6 місць.
- АПС займає 3 місця.
- Партія NL Thurner займає 2 місця.